# Шрейдер Юлій Анатолійович
Шрейдер Юлій Анатолійович (28 жовтня 1927 — 24 серпня 1998) - математик, кібернетик і філософ.

## Життєпис
Народився в м. Дніпропетровськ.
У 1946 р. закінчив механіко-математичний факультет Московського державного університету ім. М. В. Ломоносова.
Кілька років працював у різних наукових і навчальних математичних інститутах Москви.  Ю. А. Шрейдеру належать важливі результати в області обчислювальної техніки та інформатики. 
З 1970-х років Шрейдер починає серйозно займатися дослідженням актуальних проблем філософії. 1981 - захистив докторську дисертацію з філософії.
З 1989 р. Ю. А. Шрейдер перейшов на постійну роботу в Інститут проблем передачі інформації Російської академії наук, і філософська проблематика стала для нього основною.
Викладав в МГУ ім. М. В. Ломоносова на механіко-математичному факультеті та на відділенні структурної та прикладної лінгвістики філологічного факультету. 
Автор віршів, де яскраво і образно звучать філософські та теологічні теми. 
Помер 24 серпня 1998, у Москві.